# San Agustín del Pozo
San Agustín del Pozo ist ein nordwestspanischer Ort und eine Gemeinde (municipio) mit 166 Einwohnern (Stand: 2024) im Osten der Provinz Zamora in der Autonomen Gemeinschaft Kastilien-León.

## Lage und Klima
San Agustín del Pozo liegt in der kastilisch-leonesischen Hochebene in einer Höhe von etwa 690 m. Die Provinzhauptstadt Zamora befindet sich ca. 41 Kilometer südsüdwestlich. Das Klima im Winter ist durchaus kalt, im Sommer dagegen warm bis heiß; die spärlichen Regenfälle (ca. 457 mm/Jahr) fallen verteilt übers ganze Jahr.

## Bevölkerungsentwicklung
| Jahr      | 1970 | 1981 | 1991 | 2001 | 2011 | 2021 |
| Einwohner | 297  | 237  | 225  | 209  | 208  | 183  |

Der deutliche Bevölkerungsrückgang in der zweiten Hälfte des 20. Jahrhunderts ist im Wesentlichen auf die Mechanisierung der Landwirtschaft, die Aufgabe bäuerlicher Kleinbetriebe („Höfesterben“) und den damit einhergehenden Verlust von Arbeitsplätzen zurückzuführen.

## Sehenswürdigkeiten
- Marienkirche (Iglesia de la Natividad de la Virgen)

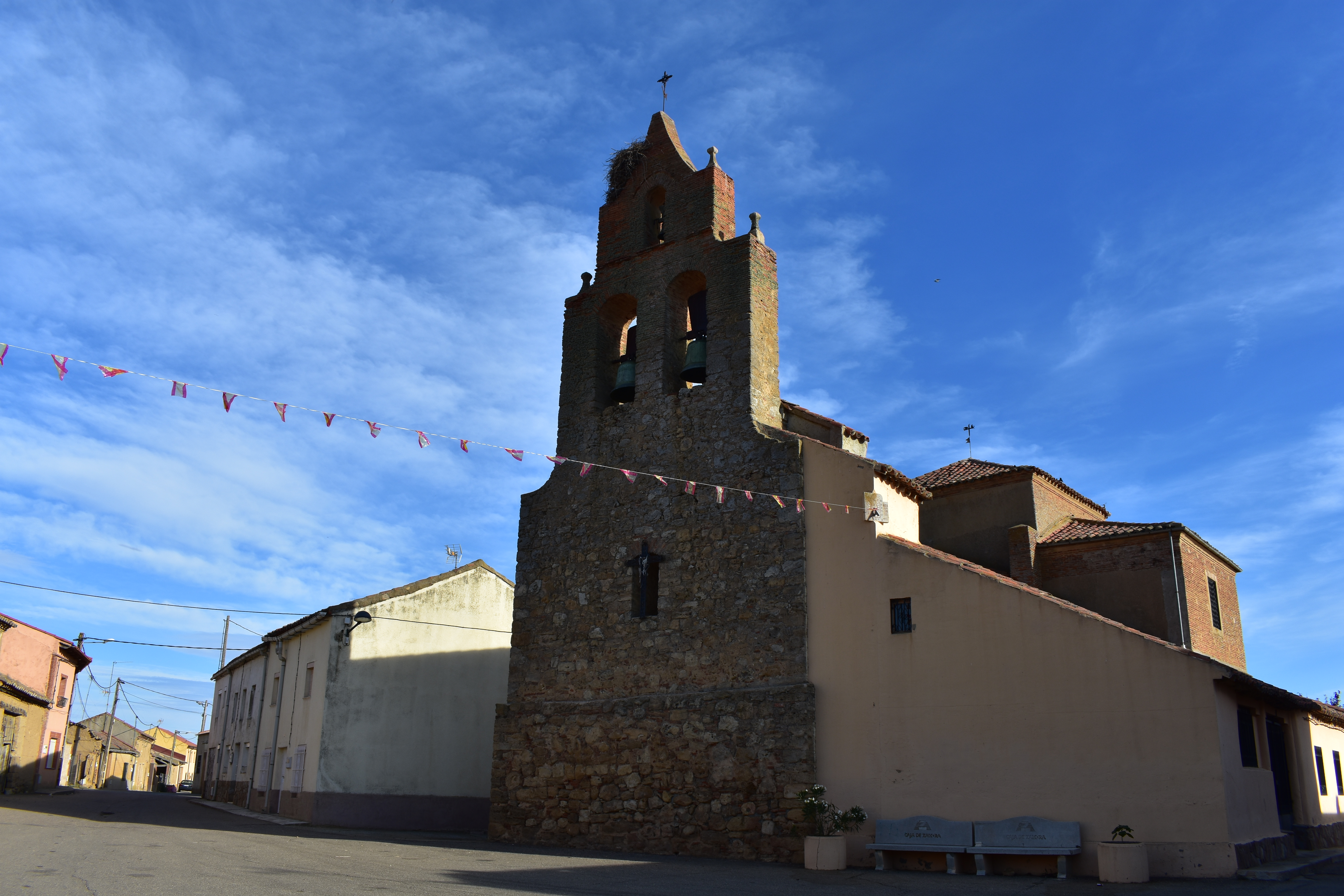
Marienkirche
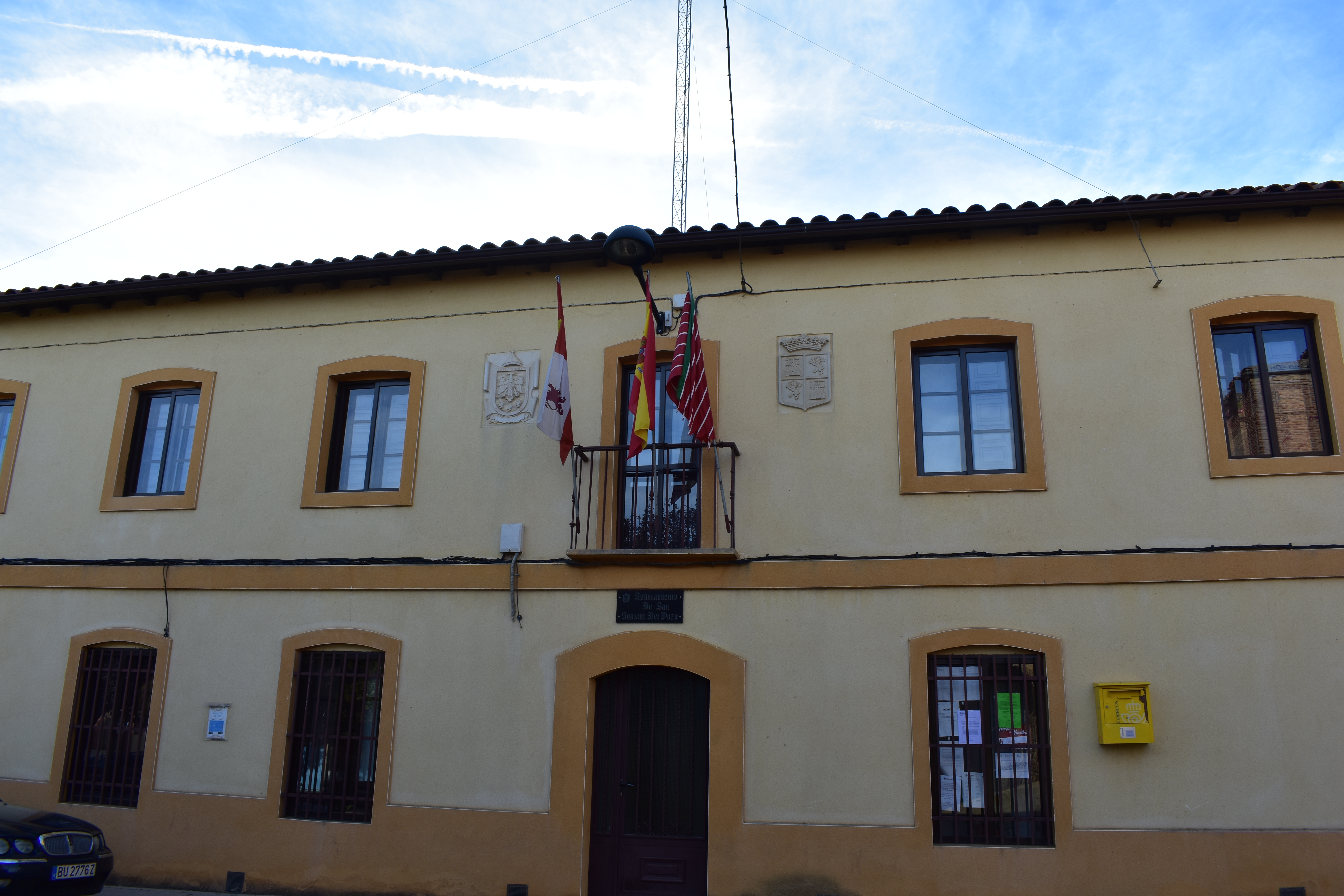
Rathaus